# 鷹尾山
鷹尾山（たかおやま）は兵庫県芦屋市奥山にある六甲山系の標高272mの山。頂上付近に戦国時代に築城された鷹尾城の城跡があるため城山（しろやま）とも呼ばれる。

## 概要
鷹尾山は、住吉川の谷（五助橋断層）と芦屋川の支流黒越谷を挟んで六甲山主稜線の南側に位置する山である。鷹尾山から北へ続く稜線（馬の背）は荒地山に続いており、荒地山への主要登山道である。この南北の稜線（馬の背）は東西に切れ落ちており、東側は芦屋川の谷、西側は高座川の谷となっている。
山頂付近は南北に2つのピークが並び（双耳峰）、北側のピークが標高272m、南側のピークが標高260mである。一般的に鷹尾山といえば北側のピークを指し、南側のピークは城山と呼ばれる。南側のピークにはNHK山芦屋テレビ中継放送所とサンテレビの山芦屋テレビ中継局のアンテナが1本建っており、芦屋市街地から見えるランドマークとなっている。

## 歴史
戦国時代初期の管領細川氏の家督継承をめぐる内紛（両細川の乱）で、芦屋河原の合戦（1511年）の舞台となった鷹尾城が、かつて鷹尾山の山頂付近にあった。現在、顕著な城跡は残存していない。

## 登山道
主な登山道は、芦屋市山芦屋町の城山登山口からの直登道であり、荒地山へ向かう登山道の一部となっている。
- 芦屋川駅 －(25分)→ 山芦屋町 城山登山口 －(25分)→ 鷹尾山
- 芦屋川駅 －(30分)→ 高座の滝 －→ 鷹尾山

※所要時間（標準コースタイム）は参考例